# Blanda (Zeist)
Blanda is een buitenplaats aan de noordzijde van de Utrechtseweg in Zeist. Het huis wordt gebruikt door Bartiméus, een stichting voor ondersteuning aan blinden en slechtzienden. Het grondgebied van Blanda maakte oorspronkelijk deel uit van het landgoed Vollenhoven, waarvan het in 1820 werd afgesplitst. Links van de villa staat de portierswoning uit 1913. Van het oorspronkelijke landschapspark zijn enkel een aantal oude bomen en de halfronde oprijlaan over.

## Geschiedenis
In 1820 kwam het in bezit van Frans Nicolaas van Bern. Deze grootgrondbezitter was van 1806 tot 1850 burgemeester van Zeist. Diens kleinzoon verkocht de grond aan ds. H.A.G. Brumond uit Amsterdam, die in 1877 het huis in Franse eclectische stijl liet bouwen. Brumund gaf het witgepleisterde landhuis met belvedèretorentje de naam Blanda dat in het Maleis ‘Hollander’ of ‘blanke’ betekent. 
In 1906 werd het huis vergroot en had het tot de Tweede Wereldoorlog wisselende eigenaren. Tijdens de oorlog was in Blanda tijdelijk gehuisvest het internaat van het Christelijk Lyceum in Zeist, bood Blanda een onderkomen voor geëvacueerde Rhenense bejaarden, en nadien ook voor Canadese soldaten. Na de bevrijding wordt de buitenplaats verkocht aan resp. Jhr. Mr. Dr. B.C, de Jonge en vervolgens aan het Productschap voor Pluimvee en Eieren uit De Bilt. De laatste  liet de buitenzijde van het gebouw restaureren.

## Eigenaren
- 1820 - Frans Nicolaas van Bern
- 1877 - 1893 ds. H.A.G. Brumond
- 1893 - 1907 mr. A.A. Pit
- 1907 - mej. A.C.S. Peelen
- 1907 - 1945 de heer W.G.Th.H. van Sorgen, getrouwd met Christiane Henriëtte Duyvis
- 1945 - 1959 Jhr. Mr. dr. B.C. de Jonge
- 1959 - Productschap voor Pluimvee en Eieren